# Bulevar de Magenta
El bulevar de Magenta (en francés: le boulevard de Magenta) es un bulevar parisino. Es una de las principales arterias del X distrito aunque en su tramo final, recorre una mínima parte del noveno distrito. Tiene una longitud cercana a los 2 000 metros y debe su nombre a la batalla de Magenta.

## Historia
Las obras para su creación se iniciaron en 1855, bajo las órdenes del Barón Haussmann siguiendo principalmente el trazado de la calle del Norte (rue du Nord). Concluyeron cuatro años después. Con la apertura de este nuevo bulevar se buscaba crear un enlace rápido entre la estación del Norte y la zona más céntrica de la capital. Rápidamente, el bulevar se llenó de edificios de estilo haussmaniano de cinco plantas ocupado por la burguesía parisina. Sin embargo, el aumento del tráfico e instalación de fábricas en la zona, hicieron que poco a poco ésta burguesía fuera abandonando el bulevar. 
En 2006, el eje sufre una rehabilitación para reducir el tráfico, cuidar los edificios del bulevar y mejorar su habitabilidad. Para ello, se plantan 300 árboles, y se crean carriles para autobuses y ciclistas.

## Lugares de interés
Además de los muchos edificios de estilo haussmaniano, en el bulevar destacan:
- La iglesia San Lorenzo (l'église Saint-Laurent). Situada en el n.º 68, su construcción se inició en el siglo XV y no concluyó hasta cuatro siglos después. En 1945, fue declarada monumento histórico. Es de estilo gótico.

- El mercado cubierto de Saint-Quentin. Situado en el n.º 86 bis este mercado cubierto, que sigue funcionando como tal, fue construido en 1866 siguiendo el estilo de Victor Baltard.

- El cine Le Louxor. Ubicado en el tramo final del bulevar es uno de los pocos cines anteriores a la Segunda Guerra Mundial que aún se conservan en París. Fue inaugurado en 1921. Su fachada de estilo neo egipcia le da un aspecto único. Desde 1981, tanto su fachada como el techo fueron declarados monumento histórico.[3]